# Cenizas (banda)
Cenizas es una banda chilena de metal fundada en Santiago en 2006. Cenizas está compuesto por el vocalista Fernando Salazar, guitarrista rítmico Andrés Catalán, guitarrista líder Miguel Ortega, el baterista Angelo Flores, y el bajista Antonio García.
La banda ha compuestos tres materiales: Un Ep Con Nuestras Manos al Viento (2008) y un LP Hacia el Amanecer de Nuestros Sueños (2010).
En 24 de febrero del 2012 daría inicio "BVRN Sudamerica Tour", una gira por Chile, Argentina y Brasil.
El 30 de septiembre de 2016, la banda lanza su segundo álbum de estudio titulado Echoes.

## Miembros
- Fernando Salazar – voz
- Angelo Flores – batería
- Andres Catalán – guitarra rítmica
- Miguel Ortega – guitarra líder
- Antonio García – bajo

## Discografía

### EP
- 2008 – Con Nuestras Manos al Viento

### Álbumes de estudio
- 2010 – Hacia el Amanecer de Nuestros Sueños
- 2016 – Echoes